# Abbey Simon
Abbey Simon (New York, 8 januari 1920 - Genève, 18 december 2019) was een Joods-Amerikaans pianist.

## Opleiding
Hij was een leerling van de Poolse pianist Józef Hofmann aan het Curtis Institute of Music in Philadelphia (Józef Hofmann was weer een leerling van de Russische pianist Anton Rubinstein). 

## Activiteiten
Simon was gespecialiseerd in muziek uit de romantische en vroege 20e eeuw, met name Chopin, Schumann, Rachmaninoff en Ravel. 
Hij trad op in solo-recitals en als solist met orkest met vele orkesten over de hele wereld, Kort na zijn afstuderen debuteerde hij al in Town Hall en Carnegie Hall. In 1949 was zijn eerste tournee naar Europa. Hij speelde ook in Zuid-Afrika, Zuid-Amerika, Azië, Australië, Nieuw-Zeeland en het Midden-Oosten. Hij speelde daarbij onder dirigenten als Sir John Barbirolli, Josef Krips, Sir Malcolm Sargent, Walter Susskind, Colin Davis, Antal Doráti, Rafael Kubelík, George Szell, Willem van Otterloo, Dean Dixon, Massimo Freccia, Eduard van Beinum, Carlo Maria Giulini, Seiji Ozawa, Zubin Mehta en Erich Leinsdorf.

### Cd-opnamen
Hij heeft opnamen gemaakt voor Philips, EMI en het Vox Turnabout label, met o.a. het complete werk voor piano van Maurice Ravel, alle werken voor piano met orkest van Sergei Rachmaninoff en Chopin en een groot aantal solowerken van Chopin en Schumann.

### Docent
Simon was docent aan de Moores School of Music aan de Universiteit van Houston, waar hij het Internationaal Piano Festival oprichtte. Daarvoor gaf hij ook les aan de Jacobs School of Music aan de Universiteit van Indiana en de Juilliard School in New York. 

## Prijzen en onderscheidingen
Hij won de Walter W. Naumburg Foundation Award in 1940 en daarna nog de National Orchestral Award, de Elizabeth Sprague Coolidge Award en de Harriet Cohen Medal.
Hij overleed in Zwitserland in december 2019 en werd 99 jaar.